# Вихідна зіниця

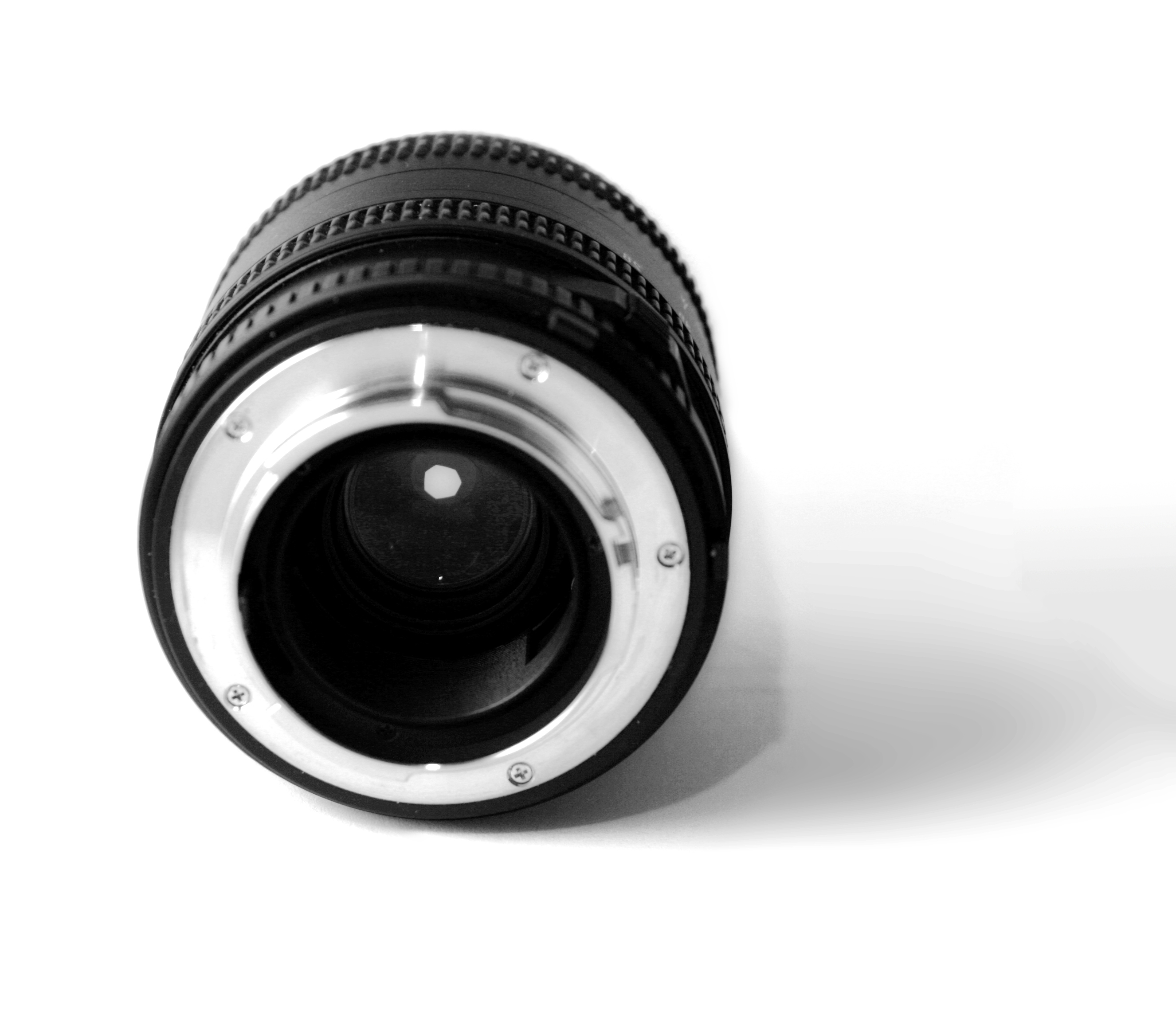
Сторона зображення об’єктива дзеркальної камери; вихідна зіниця - це світла область посередині лінзи.

В оптиці вихідна зіниця є віртуальним отвором в оптичній системі. Тільки промені, які проходять через цю віртуальну апертуру, можуть вийти з системи. Вихідна зіниця — це зображення зупинки діафрагми в оптиці, що слідує за нею. У телескопі або складеному мікроскопі це зображення є зображенням об'єктивного елемента (елементів), який створює окуляр. Розмір і форма цього диска мають вирішальне значення для роботи інструменту, оскільки око спостерігача може бачити світло лише в тому випадку, якщо воно проходить через цю крихітну отвір. Термін вихідна зіниця також іноді використовують для позначення діаметра віртуального отвору. У давнішій літературі з оптики іноді згадується вихідний зіниця як диск Рамсдена, названий на честь англійського виробника приладів Джессі Рамсдена.

## Візуальні інструменти
| Середнє людське око </br> діаметр зіниці проти віку | Середнє людське око </br> діаметр зіниці проти віку | Середнє людське око </br> діаметр зіниці проти віку |
| Вік </br> (років)                                   | День </br> (мм)                                     | Ніч </br> (мм)                                      |
| --------------------------------------------------- | --------------------------------------------------- | --------------------------------------------------- |
| 20                                                  | 4.7                                                 | 8                                                   |
| 30                                                  | 4.3                                                 | 7                                                   |
| 40                                                  | 3.9                                                 | 6                                                   |
| 50                                                  | 3.5                                                 | 5                                                   |
| 60                                                  | 3.1                                                 | 4.1                                                 |
| 70                                                  | 2.7                                                 | 3.2                                                 |
| 80                                                  | 2.3                                                 | 2.5                                                 |

Діафрагма цієї системи - це край об'єктива. Вихідний зіниця - це його зображення.

Щоб використовувати оптичний інструмент, вхідна зіниця очей глядача повинна бути вирівняна з розміром вихідної зіниці інструменту та мати такий самий розмір. Це належним чином прив’язує оптичну систему до ока і дозволяє уникнути віньєтування. (Вхідна зіниця ока — це зображення анатомічного зіниці, яке видно через рогівку.) Розташування вихідної зіниці, таким чином, визначає рельєф окуляра. Хороші конструкції окулярів дають вихідну зіницю діаметром, яка наближається до видимого діаметру зіниці ока, і розташована близько 20 мм для останньої поверхні окуляра для комфорту глядача. Якщо диск більше зіниці ока, світло буде втрачатися замість потрапляння в око; якщо менший, вигляд буде віньєтованим. Якщо диск знаходиться занадто близько до останньої поверхні окуляра, очі доведеться дискомфортно закривати для перегляду; якщо занадто далеко, спостерігачеві буде важко підтримувати вирівнювання ока з диском.
Оскільки зіниця ока змінюється в діаметрі залежно від умов перегляду, ідеальний діаметр вихідної зіниці залежить від застосування.  Астрономічний телескоп вимагає великої зіниці, оскільки він призначений для того, щоб дивитися на тьмяні предмети вночі, тоді як мікроскопу знадобиться значно менша зіниця, оскільки об'єкт буде яскраво освітлений. Набір біноклів 7 × 50 має вихідну зіницю трохи більше 7,1 мм, що відповідає середньому розміру зіниць молодого пристосованого до темряви людського ока за умов відсутності стороннього світла. Потім виходить світло окуляра заповнює зіницю ока, а це означає відсутність втрати яскравості вночі через використання такого бінокля (припускаючи ідеальну передачу ). При денному світлі, коли зіниці ока лише 4 мм у діаметрі, більше половини світла буде заблоковано райдужкою і не досягне сітківки . Однак втрата світла в денний час, як правило, не викликає занепокоєння, оскільки для початку є стільки світла. На відміну від цього, біноклі 8 × 32, які часто продаються з акцентом на їх компактність, мають вихідну зіницю лише 4 мм Цього достатньо, щоб заповнити типову денну зіницю ока, зробивши цей бінокль краще пристосованим до денного, ніж до нічного. Максимальний розмір зіниці людського ока, як правило, становить 5–9 мм для осіб віком до 25 років і повільно зменшується з віком, як показано в приблизному орієнтирі в таблиці нижче.    
Оптимальна відстань для полегшення зору також змінюється залежно від застосування. Наприклад, приціл гвинтівки потребує дуже довгого рельєфу ока, щоб запобігти віддачі від удару спостерігача. 
Вихідну зіницю можна візуалізувати, сфокусувавши прилад на яскравому, невиразному полі та піднявши білу карту до окуляра. Це проеціює на карту світловий диск. Переміщаючи карту ближче до окуляра або віддаляючи її, світловий диск буде мінімізований, коли картка знаходиться у вихідної зіниці, а яскравий диск потім показує діаметр зіниці. Прозорий флакон з молочною рідиною також можна використовувати для візуалізації світлових променів, які виходять у вигляді пісочного годинника, що сходяться та розходяться при виході з окуляра, з найменшим поперечним перерізом (талія у формі пісочного годинника), що представляє вихідну зіницю.

## Телескопи
Для телескопа діаметр вихідної зіниці можна розрахувати, розділивши фокусну відстань окуляра на фокусне співвідношення (число f) телескопа. У всіх, крім найдешевших телескопів, окуляри є взаємозамінними, і з цієї причини збільшення не пишеться на діапазоні, оскільки воно буде змінюватися з різними окулярами. Натомість на прицілі зазвичай пишеться f-число f = L / D телескопа, а також діаметр об'єктива D та фокусна відстань L. На окремих окулярах також записані фокусні відстані.

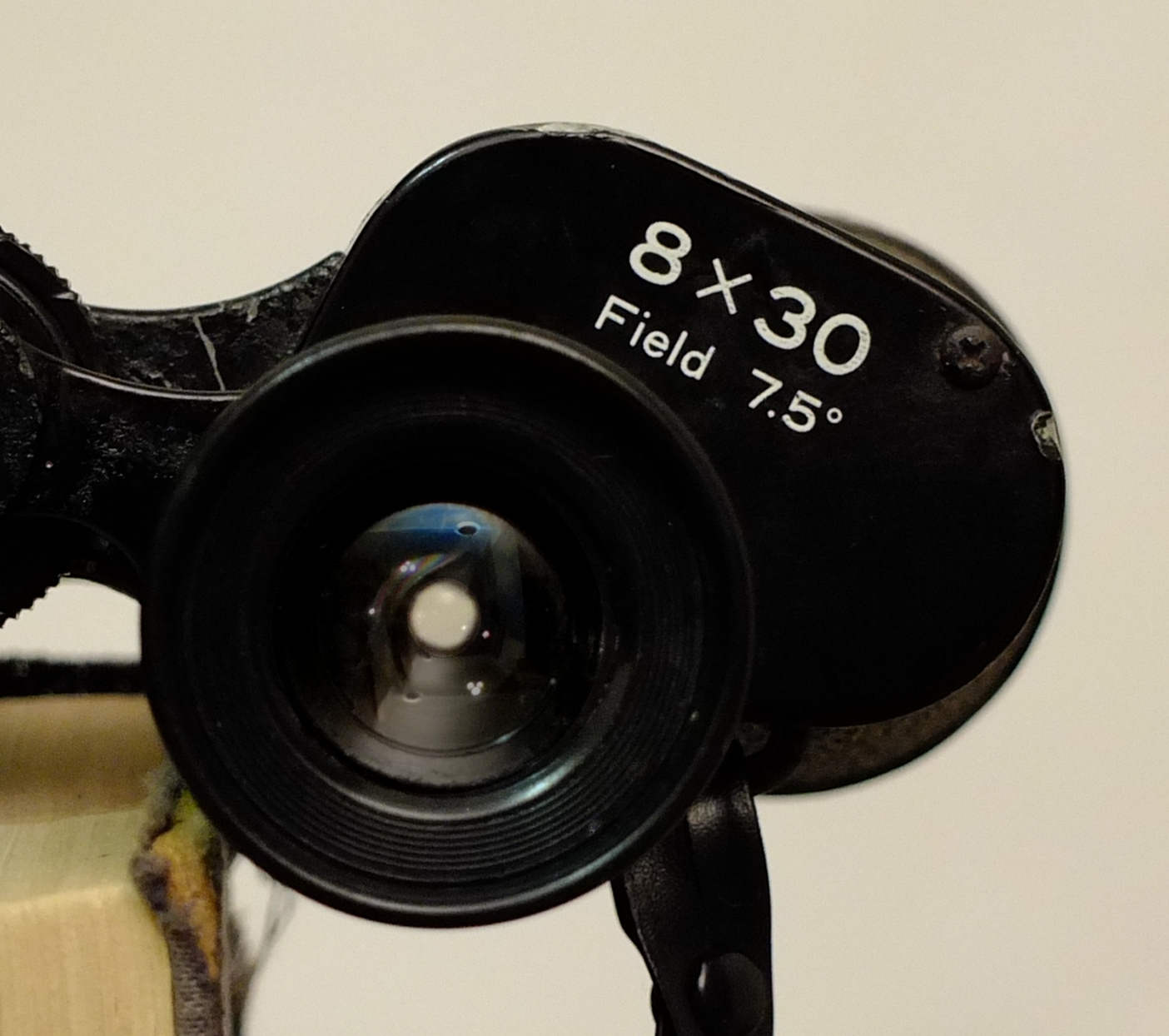
Вихідна зіниця виглядає у вигляді білого диска на лінзі окуляра цього бінокля 8 × 30. Його діаметр 30 ÷ 8 = 3,75 мм.

У випадку з біноклем, два окуляри, як правило, постійно прикріплені, а збільшення та діаметр об'єктива (у мм) зазвичай наносяться на біноклі у формі, наприклад, 7 × 50. У цьому випадку вихідну зіницю можна легко розрахувати як діаметр лінзи об'єктива, поділений на збільшення. Ці дві формули, звичайно, еквівалентні, і це просто питання, з якої інформації починається, яку формулу використовувати.

## Фотографія
Відстань вихідної зіниці від площини датчика визначає діапазон кутів падіння, які світло буде робити з датчиком. Цифрові датчики зображення часто мають обмежений діапазон кутів, над якими вони ефективно прийматимуть світло, особливо ті, які використовують мікролінзи для підвищення своєї чутливості.  Чим ближче вихідна зіниця до фокальної площини, тим вищі кути падіння на крайніх краях поля. Це може призвести до піксельного віньєтування. З цієї причини багато маленьких цифрових камер (таких, як ті, що є в мобільних телефонах) є телецентричними в просторі зображень.
[джерело?]